# Muʿādh al-Kasāsba

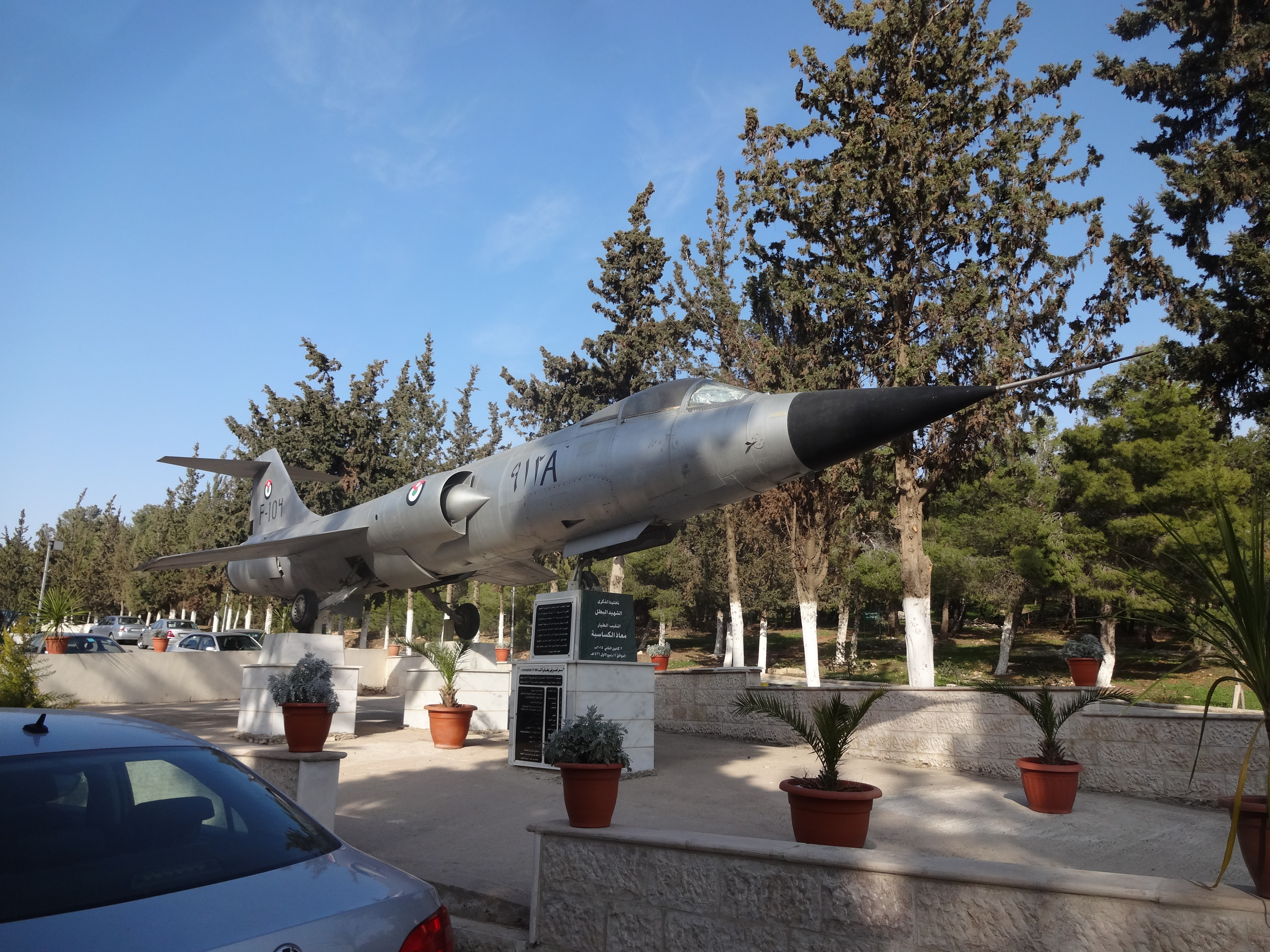
Muath al-Kasasbeh's Denkmal an der University of Jordan

Muʿādh Sāfī Yūsif al-Kasāsba (arabisch معاذ صافي يوسف الكساسبة, DMG Muʿāḏ Ṣāfī Yūsif al-Kasāsba; geboren am 29. Mai 1988 in Karak; gestorben vermutlich am 3. Januar 2015 in ar-Raqqa) war ein jordanischer Kampfpilot. Er wurde von der Terrororganisation Islamischer Staat nach seinem Absturz gefangen genommen und bei lebendigem Leib verbrannt.

## Leben
Al-Kasāsba war Oberleutnant der Jordanischen Luftwaffe. Er schloss 2009 seine 2006 begonnene Ausbildung am King Hussein Air College ab und qualifizierte sich 2012 als Kampfpilot. Er war mit Anwar Tarawneh verheiratet. Sein Vater, Ṣāfī al-Kasāsba, arbeitete als Schuldirektor und ist Scheich eines prominenten sunnitischen Stammes, der Barārša im Süden Jordaniens, der die haschimitische Monarchie unterstützt.
Am 24. Dezember 2014 stürzte er bei einem Kampfeinsatz der internationalen Koalition gegen den IS mit einer F-16 (aus ehemaligen niederländischen Beständen) über ar-Raqqa im Norden Syriens ab. Mit dem Fallschirm landete er im Euphrat und geriet unmittelbar in die Gefangenschaft des IS.
Im Januar 2015 wurde über einen Austausch gegen die Terroristin Sadschida ar-Rischawi verhandelt. Jordanien verlangte jedoch den Beweis, dass die Geisel noch am Leben sei. Im Falle einer Tötung des Piloten drohte Jordanien mit der Hinrichtung sämtlicher inhaftierter IS-Anhänger in Jordanien.
Am 3. Februar 2015 wurde ein Video veröffentlicht, in dem zu sehen ist, wie al-Kasāsba bei vollem Bewusstsein durch Verbrennen in einem Eisenkäfig umgebracht wurde, nachdem seine Kleidung mit Benzin übergossen worden war. Das jordanische Staatsfernsehen berichtete, dass die Ermordung bereits am 3. Januar 2015 geschah.
Die schwedische Staatsanwaltschaft erhob 2025 Anklage gegen den schwedischen Dschihadisten Osama Krayem wegen „schweren Kriegsverbrechen und terroristische Verbrechen“. Ihm wurde vorgeworfen, an der „brutalen Hinrichtung“ beteiligt gewesen zu sein. Er soll auf einem Video zu sehen sein, das der IS 2015 verbreitet hatte. Krayem wurde bereits wegen Beteiligung an der Planung der islamistischen Anschläge in Paris 2015 mit 130 Todesopfern zu 30 Jahren Haft verurteilt. Ein belgisches Gericht verurteilte ihn zudem wegen Beteiligung an den islamistisch motivierten Bombenanschlägen in Brüssel 2016 mit 32 Todesopfern zu lebenslanger Haft. Frankreich stimmte zu, Krayem für die Dauer der Ermittlungen und des Prozesses nach Schweden zu überstellen. Ein schwedischen Gericht verurteilte ihn im Juli 2025 zu lebenslanger Haft.

## Reaktionen
Der jordanische König Abdullah II. bin al-Hussein kündigte nach wütenden Protesten der Bevölkerung einen „gnadenlosen Krieg“ gegen den IS an. Als unmittelbare Reaktion richteten die jordanischen Behörden die bereits 2006 als Terroristin zur Todesstrafe verurteilte Sadschida ar-Rischawi am frühen Morgen des 4. Februar 2015 durch Hängen hin. Der ebenfalls von einem Gericht mit der Todesstrafe belegte irakische al-Qaida-Terrorist Ziad al-Karbouli wurde kurz darauf auf die gleiche Weise hingerichtet.
Bundeskanzlerin Angela Merkel (CDU) nahm Stellung:

„Mit großem Entsetzen habe ich die furchtbare Nachricht von der Ermordung des jordanischen Piloten […] vernommen. Es ist unfassbar, dass Menschen zu einer solch grausamen Tat fähig sind.“

Bundesaußenminister Frank-Walter Steinmeier (SPD) erklärte:

„Über die Ermordung des jordanischen Piloten […] durch die barbarischen Terrorhorden der ISIS sind wir zutiefst erschüttert. Sollte sich das Video seines abscheulichen Todes als authentisch erweisen, läge das jenseits jeder menschlichen Vorstellungskraft.“

UNO-Generalsekretär Ban Ki-moon sprach von einer „fürchterlichen Tat“. Japans Regierungschef Shinzō Abe verurteilte die Ermordung als „unverzeihlich und schockierend“. US-Präsident Barack Obama kündigte an, dass die Anti-IS-Koalition ihre „Wachsamkeit und Entschlossenheit“ verdoppeln werde.
US-Außenminister John Kerry bezeichnete die Verbrennung des jordanischen Piloten als „neue Dimension der Verdorbenheit“ und kündigte an, unerbittlich gegen Terrorgruppen wie den IS vorzugehen. Der US-Sender Fox geriet in Kritik, weil er das Video in voller Länge von 22 Minuten, darunter vier Minuten mit dem brennenden Piloten, im Internet veröffentlichte.
Die Vereinigten Arabischen Emirate setzten ihre Flugeinsätze aus und verlangten von den USA die Stationierung von Helikoptern des Typs V-22 Osprey zur Sicherung abgeschossener Piloten.
Kurz nach der Veröffentlichung des Videos durch den IS forderten viele Jordanier Vergeltung für die Verbrennung des Piloten. Diese verlangte auch Ṣafī al-Kasāsba, der Vater des Getöteten, mit den Worten:

„Ich rufe die arabischen Staaten und die Koalition auf, den IS auszulöschen. Das Blut meines Sohnes ist noch nicht gesühnt.“

König al-Hussein ließ in der Folge Luftangriffe auf die inoffizielle IS-Hauptstadt ar-Raqqa fliegen. Am 6. Februar 2015 vermeldete der IS, dass die US-Geisel Kayla Mueller dabei durch einen Raketeneinschlag in ein Haus, in dem sie untergebracht gewesen sein soll, getötet worden sei. Die US-Regierung bestätigte zwar ihr Ableben, zweifelte jedoch die vom IS dargestellten Todesumstände an, die auch das jordanische Königshaus zurückwies.